# Sancia di Castiglia
Sancia di Castiglia (título original en italiano; en español, Sancha de Castilla) es una ópera en dos actos con música de Gaetano Donizetti y libreto de Pietro Salatino. Se estrenó el 4 de noviembre de 1832 en el Teatro de San Carlos de Nápoles, Italia. 
Entre las escasas representaciones se recuerda la del año 1992 en España con protagonista Montserrat Caballé - de casi sesenta años - con el tenor José Sempere y el barítono Boris Martinovich.